# Skót terrier

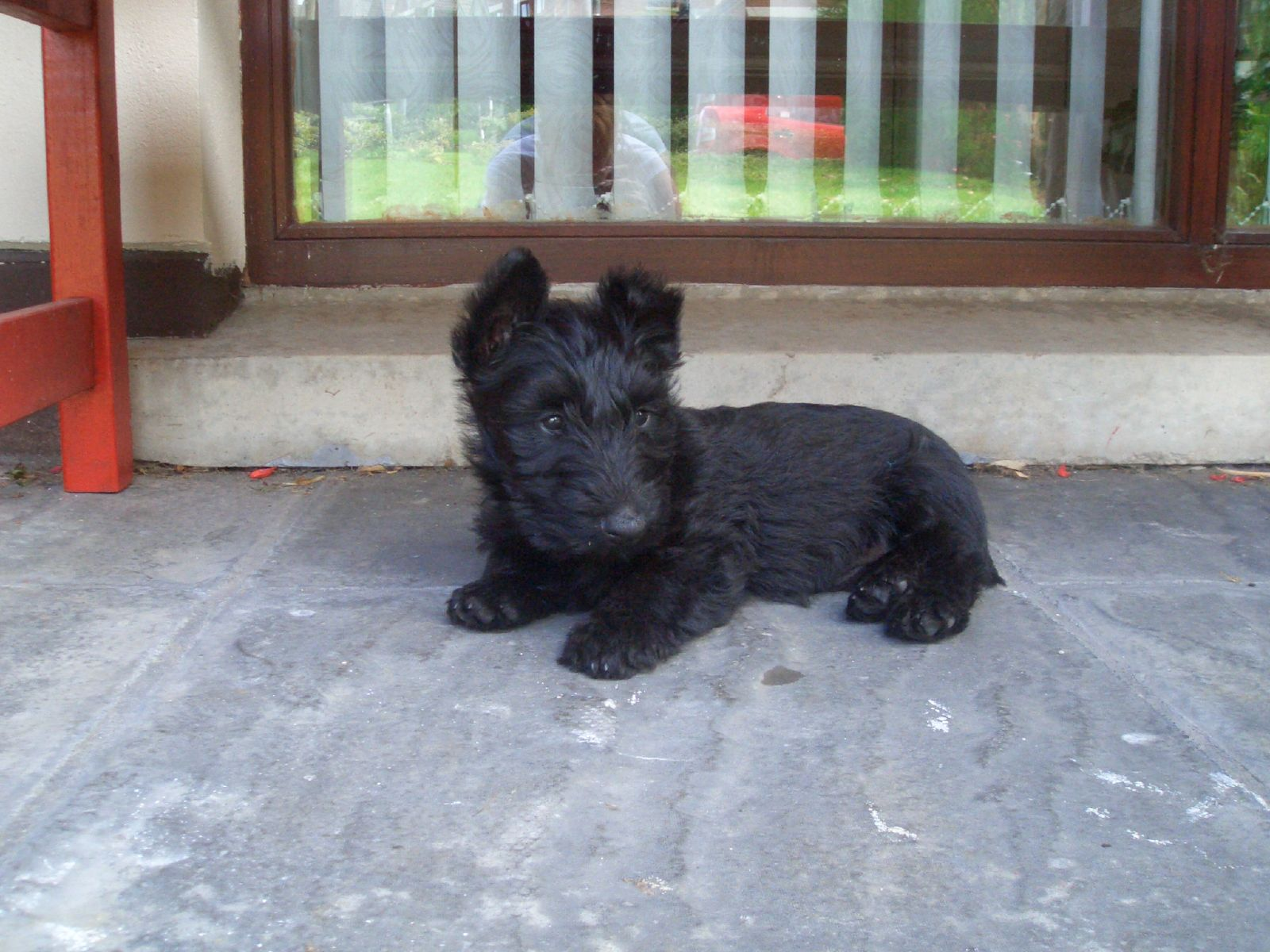
Skót terrier kölyök

A skót terrier (régebbi nevén Aberdeen terrier) a rövidlábú terrierek között erős, nehézsúlyú kutya, amelyet valaha borz-, róka- és rágcsálóvadászatra használták. A skót terrier igen hűséges otthonához és gazdájához. Manapság elsősorban társnak tartják, bár viselkedését tekintve igen makacs és független, ami néhány tulajdonos számára zavaró lehet.

## Fajtajellemzők
Méret: 25–28 cm magas, 8,5-10,5 kg súlyú. 
Élettartam:  13-14 év. 
Azonosító jegyek: bundája dupla: egy sűrű, szálkás felsőrétegből és egy puha, sűrű alsórétegből áll. Színe fekete, barnás vagy búzaszínű. 
Jelleg: bátor, hűséges.
Háziállatnak való alkalmazkodás: kiváló házőrző. Terrier természete megnehezíti tanítását.